# Hammelsprung

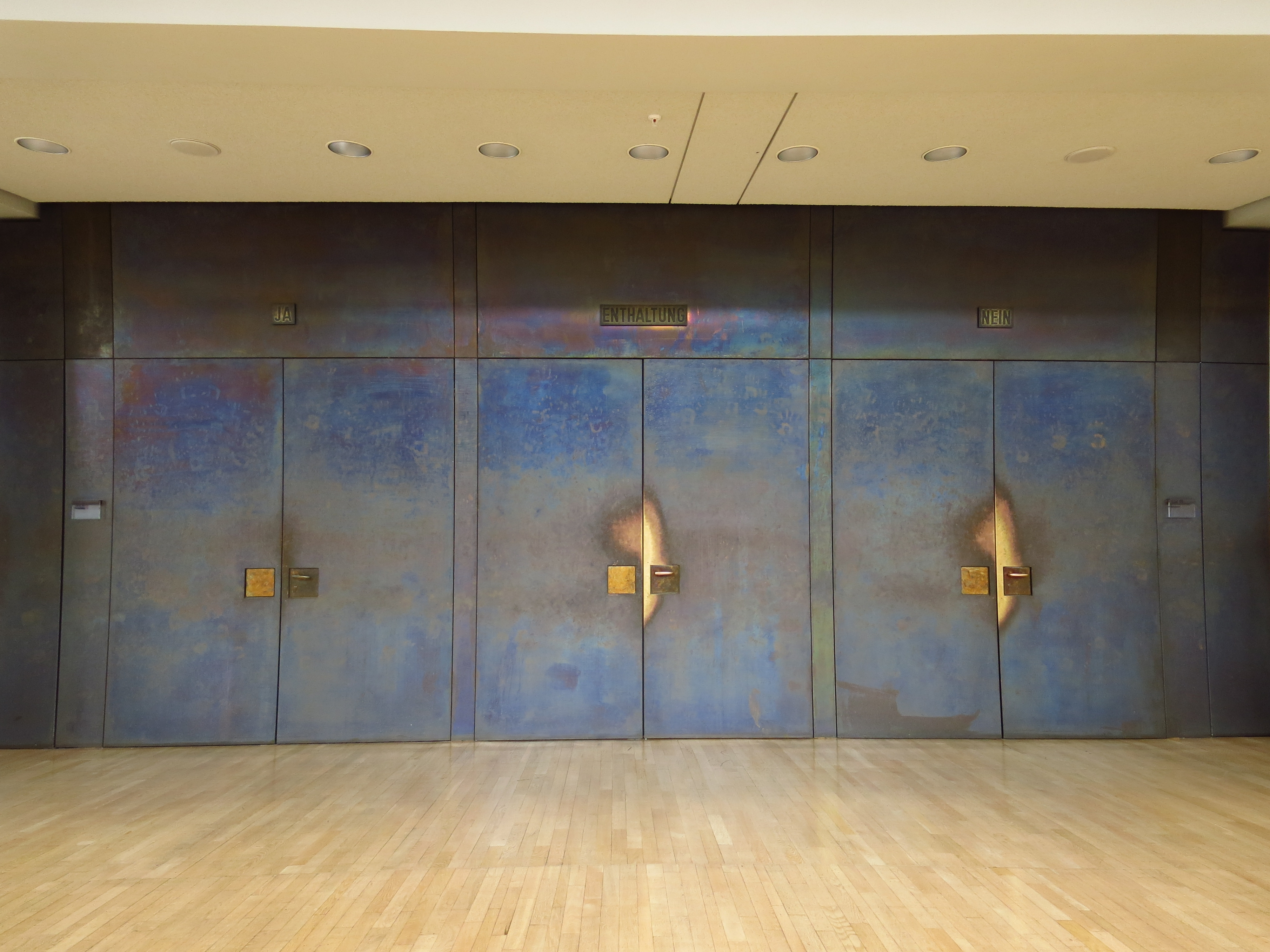
Landtag de Rhénanie-du-Nord-Westphalie à Düsseldorf: Portes avec en-têtes oui, abstention, non

Le Hammelsprung (que l'on peut traduire par saut de mouton en français) est un système de décompte des voix au Bundestag ou au Landtag en Allemagne. Les députés sortent de la salle et y reviennent en empruntant une porte différente selon qu'ils votent oui, non ou qu'ils choisissent l'abstention. Ils sont comptés par le président ou par un secrétaire, qui compte les députés à voix haute lorsqu'ils franchissent la porte.
Le Hammelsprung n'est employé que si le bureau de séance (le président, un secrétaire de la majorité et un secrétaire de l'opposition) ne s'accordent pas sur le résultat d'un vote à main levée ou par assis-debout. Le même système est utilisé pour vérifier le quorum.